# Aslán Tjakushínov
Aslán Kítovich Tjaskushínov (en adigué: ТхьакIущынэ Аслъан Кытэ ыкъор, en ruso: Аслан Ки́тович Тхакуши́нов; Uliap, krai de Krasnodar, RSFS de Rusia, Unión Soviética, 12 de julio de 1947) es un político ruso de etnia adigué que fue  Jefe de la República de Adiguesia, en el sur de Rusia entre el 13 de diciembre de 2006 y el 12 de enero de 2017, cuando fue sucedido por Murat Kimpilov. Es asimismo rector de la Universidad Tecnológica Estatal de Maikop, Doctor en Ciencias Sociales y miembro del partido Rusia Unida.

## Biografía
Nació el 12 de julio de 1947 en el aul de Uliap, Óblast Autónomo Adigués, Krai de Krasnodar, RSFS de Rusia, en la Unión Soviética. En 1970 se graduó en la facultad de Filología y en 1977 en la facultad de Educación Física del Instituto Pedagógico Estatal Adigué. De 1977 a 1983 estuvo trabajando en la Comisión de Educación Física y Deporte. De 1983 a 2006 estuvo trabajando en la dirección de la escuela de formación profesional Nº17 de la república. En 1994 se convirtió en rector del Instituto Tecnológico de Maikop (hoy Universidad Tecnológica Estatal de Maikop).
De 1981 a 1990 fue elegido en varias ocasiones para el Consejo de la Ciudad de Maikop. En 1990 fue elegido para el Consejo Regional Adigué. De 1992 a 1996 ejerció como adjunto al Consejo Estatal de la República de Adiguesia (Jase). En su primera convocatoria, encabezó la Comisión de Cultura, Educación y Juventud. Más tarde presidiría la Comisión sobre cuestiones humanitarias. El 13 de enero de 2002 se presentó a las elecciones para Presidente de la República de Adiguesia, resultando en la quinta posición de siete candidatos con el 2.6 % de los votos. El 13 de diciembre de 2006 el Parlamento de la República de Adygea en su sesión extraordinaria, a propuesta del presidente ruso, Vladímir Putin, dio a Tjakushínov los poderes de Presidente de la República de Adiguesia.
Está casado y tiene un hijo, Murat (que desde 2007 es fiscal del raión de Tajtamukái), con su esposa Ludmila.

## Condecoraciones
- Orden del Servicio a la Patria de cuarta clase (12 de julio de 2007)
- Orden de Honor (20 de diciembre de 2004)
- Medalla "Slava Adigueya" (Adiguesia, 2003.
- Orden de San Estanislao
- Medalla de Pedro el Grande
- Profesor de Honor de la Federación Rusa (12 de enero de 1993) .
- Científico de Honor del Kubán y la república de Adiguesia.
- Ciudadano de honor de Uliap, donde hay una calle con su nombre.
- Ciudadano de honor de Maikop.